# Jana Juřenčáková
Jana Juřenčáková (* 29. října 1962 Slavičín) je česká politička a podnikatelka v oblasti daní, v letech 2013 až 2015 předsedkyně Sdružení místních samospráv ČR, v letech 2006 až 2012 senátorka za obvod č. 80 – Zlín a v letech 2000 až 2006 starostka obce Rokytnice na Zlínsku.

## Vzdělání, profese a rodina

### Vzdělání
Vystudovala obor ekonomika zemědělství na Střední zemědělské technické škole v Bučovicích. V letech 1987 až 1992 dálkově vystudovala obor ekonomika práce na VŠE v Praze. Dále se vzdělává v oboru daní a práva.

### Profese
Po maturitě v roce 1981 nastoupila na Městský úřad ve Slavičíně, kde pracovala do roku 1991. Od roku 1992 podniká v ekonomickém a organizačním poradenství. V roce 1993 vykonala zkoušky, díky nimž se stala daňovou poradkyní. V dubnu 2013 byla zvolena předsedkyní Sdružení místních samospráv ČR, které je nevládní apolitickou organizací s celostátní působností, sdružuje a hájí zájmy obcí a měst v ČR. Na jaře 2013 vyučovala předmět Daně na Univerzitě Tomáše Bati ve Zlíně. Od ledna 2013 byla předsedkyní 2. Zlínské výzvy Archivováno 3. 1. 2014 na Wayback Machine. – petice za respektování potřeb regionů a nárokové čerpání prostředků EU v období 2014–2020.

### Rodina
Je vdaná, má dvě děti a šest vnoučat. 

## Politická kariéra

### Starostka
V roce 1999 iniciovala petici za samostatnost Rokytnice, kde se po jejím odtržení od města Slavičína v roce 2000 stala neuvolněnou starostkou, kterou byla až do listopadu 2006. Členkou zastupitelstva byla do roku 2007, kdy z časových důvodů rezignovala. Od roku 2004 byla členkou finančního výboru Zlínského kraje jako nezávislá za SNK ED a hnutí Starostové a nezávislí, v roce 2007 toto místo z časových důvodů opustila[zdroj?]. V březnu 2004 iniciovala tzv. Rokytenskou výzvu – úspěšná petice proti změnám režimu na česko-slovenské hranici.
V dubnu 2006 iniciovala vyhlášení Petice proti diskriminaci občanů menších měst a obcí – „Iniciativa za živý venkov".

### Senátorka a práce v Senátu
V senátních volbách 2006 se stala senátorkou za obvod č. 80 – Zlín, přestože v prvním kole byla poražena tehdejším senátorem Jiřím Stodůlkou z KDU-ČSL v poměru 19,18 % ku 23,01 % hlasů. Ve druhém kole však dokázala na svou stranu přitáhnout více voličů a se ziskem 58,58 % hlasů získala mandát členky horní komory českého parlamentu. Kandidovala za hnutí Nezávislí starostové pro kraj, které se později transformovalo na Starostové a nezávislí.
Zasedala ve Výboru pro záležitosti Evropské unie, místopředsedala Stálé komisi Senátu pro rozvoj venkova a předsedala Stálé komisi Senátu pro ochranu soukromí. Byla členkou Klubu otevřené demokracie, který se stal Klubem TOP 09 a Starostové.
Změna zákona o rozpočtovém určení daní
Bojovala a pomohla prosadit změnu zákona o rozpočtovém určení daní, který v roce 2013 přinesl 12 mld. Kč. do rozpočtů zejména menších měst a obcí.
Podpora regionu – zprostředkování výstav a vystoupení v Senátu.
Vystoupení v Senátu
Olšava z Uherského Brodu, Radovan z Napajedel, Kohútek a Strúček z Bánova, Malé Zálesí z Luhačovic, Chasa ze Spytihněvi a Dechová hudba Topolanka, Světlovan z Bojkovic, Ženský pěvecký sbor z Otrokovic, Kopaničár ze Starého Hrozenkova, Dechová hudba Komňané a soubor Podšable, Cimbálová muzika Stanislava Gabriela a soubor Kalina z Babic.
Výstavy v Senátu
Malby – Jaroslav Jeřábek ze Slavičína, dřevořezby – Jaroslav Liška z Brumova – Bylnice, výstava dřevořezeb a výtvarníků z Otrokovic, výstava Sdružení výtvarníků Moravsko-slovenského pomezí z Uherského Brodu Archivováno 3. 1. 2014 na Wayback Machine., výstava studentů Střední odborné školy z Luhačovic, společná výstava Františka Slováka a Zdeňka Kutry ze Slavičína.
Ve volbách do Senátu PČR v roce 2012 se pokoušela post senátorky obhájit jako kandidátka STAN a Zlínského hnutí nezávislých. Se ziskem 4 736 hlasů (12,18 %) však skončila čtvrtá a do druhého kola se nedostala (v senátorském křesle ji nahradil Tomio Okamura).

### Doplňovací senátní a komunální volby v roce 2014
V doplňovacích volbách do Senátu PČR v roce 2014 v obvodu č. 80 – Zlín kandidovala na zkrácené období a pokusila se tak vrátit do Senátu PČR, jako nestraník za hnutí Nezávislí.. Neuspěla a skončila na pátém místě se ziskem 12,84 % hlasů.
V komunálních volbách v roce 2014 byla zvolena jako nezávislá na kandidátce s názvem „ROZVOJ, TRADICE A KULTURA“ zastupitelkou obce Rokytnice na Zlínsku. Původně figurovala na 5. místě kandidátky, vlivem preferenčních hlasů však nakonec skončila první. Ve volbách v roce 2018 již nekandidovala.

### Členství v politických stranách, volby do Sněmovny 2017
V letech 1988 až 1989 byla členkou KSČ a v letech 2011 až 2013 pak členkou politického hnutí Starostové a nezávislí.[4]
Ve volbách do Poslanecké sněmovny PČR v roce 2017 byla lídryní kandidátky strany Realisté ve Zlínském kraji, ale neuspěla.

### Volby do Senátu PČR v letech 2018 a 2024
Ve volbách do Senátu PČR v roce 2018 kandidovala za stranu REALISTÉ v obvodu č. 80 – Zlín. Se ziskem 11,37 % hlasů skončila na 3. místě.
Ve volbách do Senátu PČR v roce 2024 kandidovala jako nestraník za hnutí NEZÁVISLÍ v obvodu č. 80 – Zlín. Se ziskem 10,31 % hlasů skončila na 4. místě a nepostoupila tak do druhého kola.